# 소명 (법률)
대한민국의 법률에서 소명(疏明)은 법관에게 까닭이나 이유를 밝혀 설명하는 것 즉, 판단에 필요한 최소한의 근거 자료를 제시함으로써 확실하다는 심증을 갖게 하는 것이다. 이러한 경우는 확신을 가지게 하지 아니하여도 좋으며 증명과는 다르다. 절차상의 파생적인 사항으로서 경미(輕微)한 사실이며 신속을 요하는 경우에는 소명만으로 족하다. 신속을 요하는 경우인 까닭에 증거방법은 조사할 수 있는 재정증인(在廷證人)이나 수중에 있기 때문에 바로 제출할 수 있는 서증(書證) 등이며(271조 1항), 이것을 할 수 없는 경우에는 법원은 보증금의 공탁이나 선서에 의하여 소명에 대신하는 것을 허용한다(271조 2항·3항, 272조 이하). 다만 소명으로 그치는 것은 예외로서 명문의 규정이 있는 경우에 한한다.

## 소명서
소명서 작성 구조: 도입 → 소명 대상 작성 배경(구체적인 문장 지칭) → 대상 이용한 이유 → 동봉할 참고자료에 대한 설명
+ 소명서 도입 부분: “소명 연락을 받고 제출했던 자료와 비교대상을 자세히 살피면서 차근차근 읽어보았습니다.”
+ 소명 대상 작성 배경: “~~한 부분을 보고 [1], [2] 문장을 작성했습니다.”
+ 대상 이용한 이유: “~~한 이유로 대상을 이용했습니다.”
+ 동봉자료에 대한 설명: “참고했던 A와 B를 소명자료로 제출하겠습니다.”